# پیتر گدارد (فیزیکدان)
 پیتر گدارد (انگلیسی: Peter Goddard؛ زاده ۳ سپتامبر ۱۹۴۵) یک ریاضی‌دان، و فیزیک‌دان اهل بریتانیا است.